# Shanghai Tianma Circuit
Der Shanghai Tianma Circuit (chinesisch: 上海天马山赛车场 – auch Shanghai Tianma Mountain Circuit) liegt im Songjiang Distrikt von Shanghai. Durch die Lage am Delta des Jangtsekiang hat die Strecke ein überaus großes Einzugsgebiet von mehreren Millionenstädten.

## Geschichte
Die Strecke wurde 2004 als vierte permanente Rennstrecke in China eröffnet und ist aktuell nach FIA-Grad 4 homologiert. 2011 wurde eine Flutlichtanlage installiert.
2018 erfolgte eine Neuasphaltierung der Anlage 2019 wurde ein Tribünenkomplex entlang der letzten beiden Kurven geschaffen. 2020 wurde die Anlage um eine Kartbahn im Gelände zwischen den Kurven #6 und #12 erweitert.

## Streckenbeschreibung

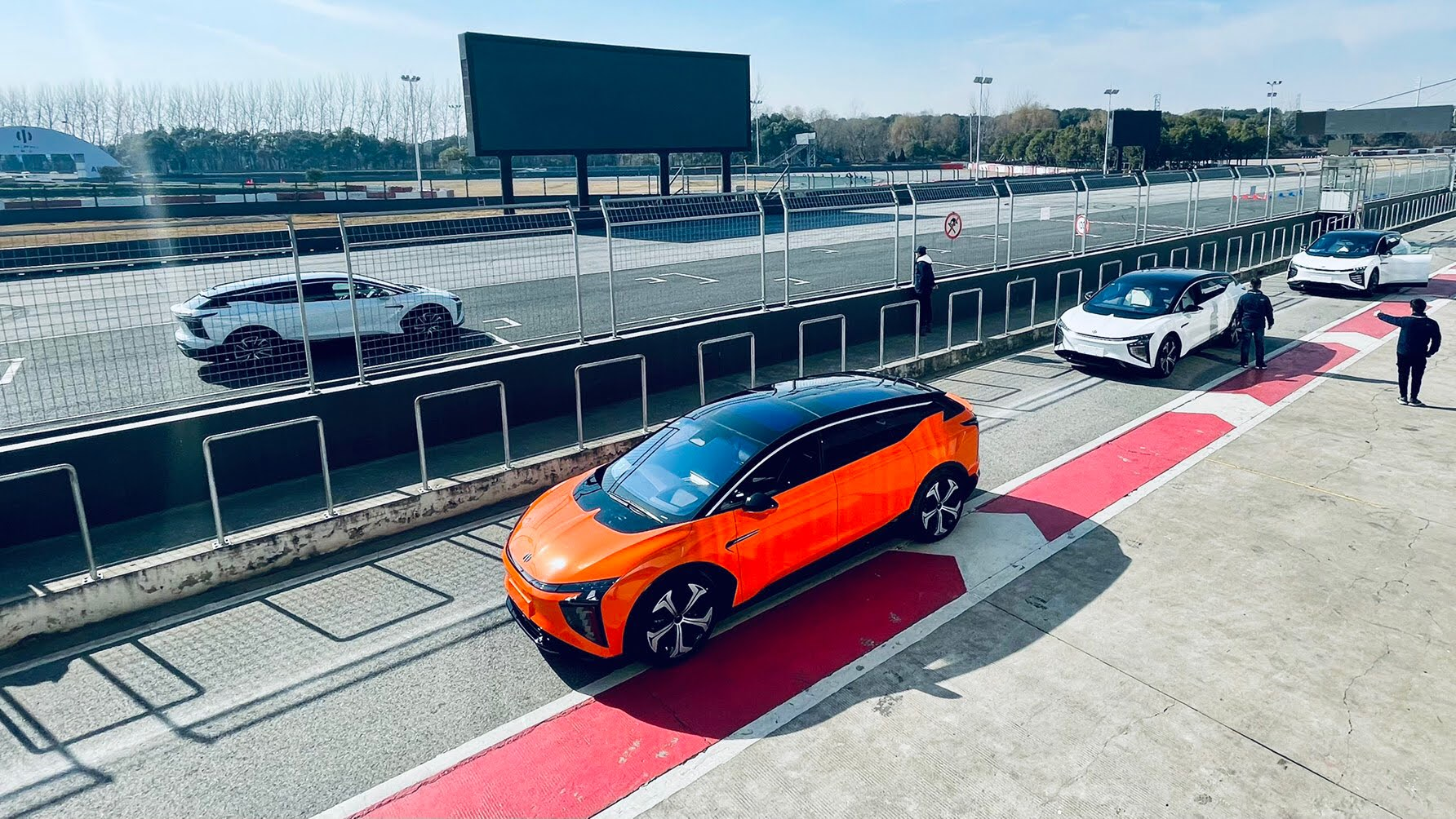
Startgerade des Shanghai Tianma Circuits

Aufgrund der kurzen Streckenlänge und der zum Teil engen Kurven ist der Kurs für Motorräder und Tourenwagen geeignet. Sie hat auf einer Länge von nur 2,1 km 13 Kurven und wird gegen den Uhrzeigersinn befahren. Es gibt nur eine Streckenvariante.
Sie ist Teil des Sheshan Resorts, das auch Freizeiteinrichtungen, Geschäfte, Erprobungsgelände und einen Offroadkurs beinhaltet.

## Veranstaltungen

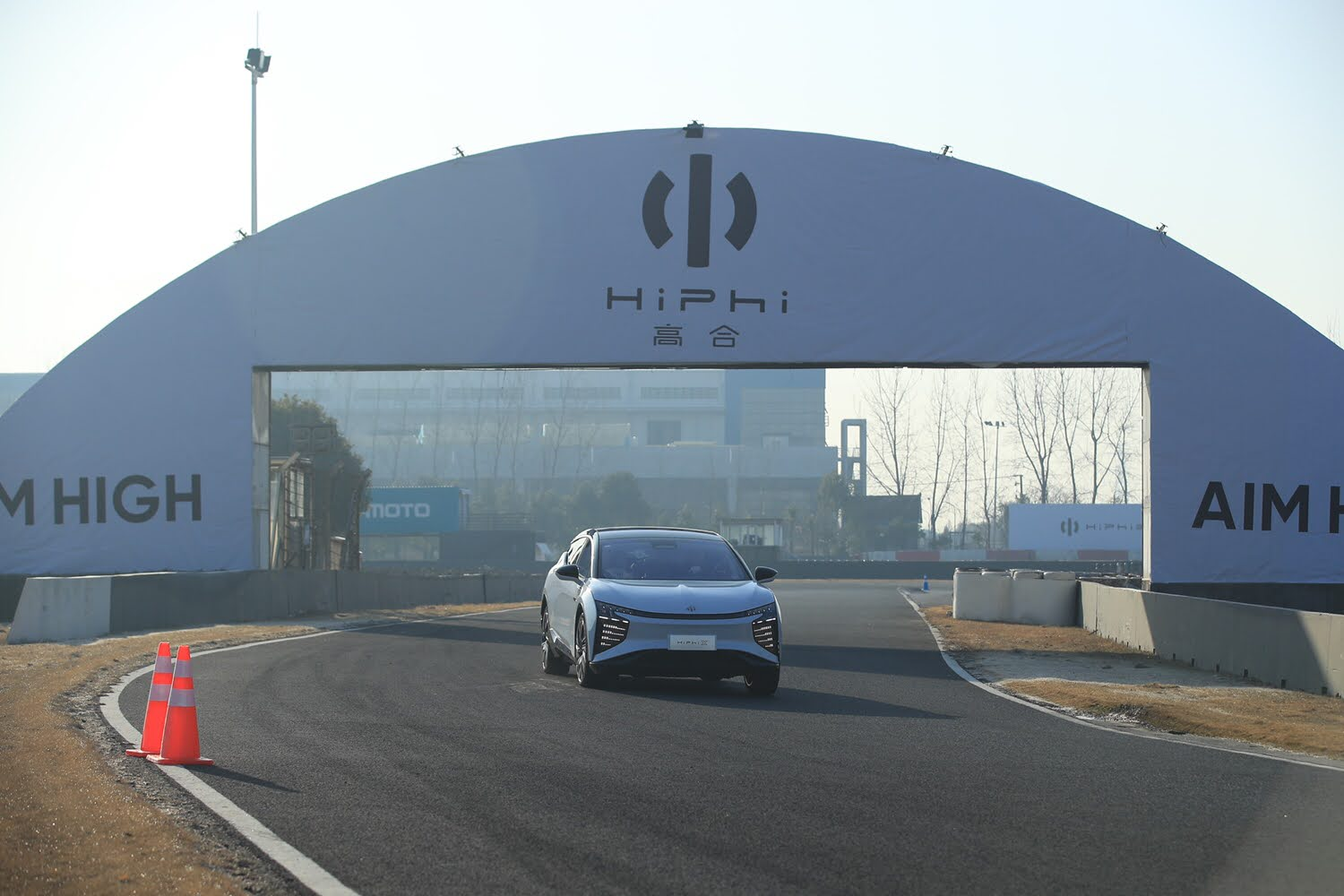
Strecke des Shanghai Tianma Circuits

Die Strecke ist fester Bestandteil der Chinesischen Tourenwagen-Meisterschaft und der Chinesischen TCR-Serie. Daneben hielten in der Vergangenheit eine Reihe von nationalen Rennserien Rennen ab. Darüber hinaus gibt es noch die streckeneigenen Tianma Endurance Serie, die sich aus seit 2011 abgehaltenen Nachtläufen von bis zu 4h Dauer entwickelte, die als „Le Tour Pegasus“ betitelt waren.
2011 hielt die Strecke am 6. November ersatzweise eine Runde der Tourenwagen-Weltmeisterschaft 2011 ab, nachdem die ursprünglich vorgesehene Runde auf dem Guangdong International Circuit kurzfristig abgesagt werden musste. Die Siege gingen an die beiden Chevrolet-Cruze-Piloten Alain Menu und Yvan Muller. Es blieb bis dato der einzige Auftritt einer internationalen Meisterschaft auf der Strecke.
Daneben finden auch Clubrennen, Hersteller-Präsentationen, Testtage und Trackday-Events auf dem Kurs statt.